# José Luís
Pour le footballeur né en 1908, voir José Luís (football, 1908).
Pour le joueur de basket-ball, voir José Lluís.
José Luís Lopes da Costa e Silva (né à Lisbonne, le 17 mai 1958) est un ancien attaquant portugais des années 1970 et 1980, qui se reconvertit en tant qu'entraîneur.

## Palmarès
- Finaliste de la Coupe de l'UEFA en 1983
- Champion du Portugal en 1977, 1981, 1983, 1984 et 1987
- Vainqueur de la Coupe du Portugal en 1980, 1981, 1983, 1985, 1986 et 1987
- Vainqueur de la Supercoupe du Portugal en 1980 et 1985